# Vlasokvět okurkový

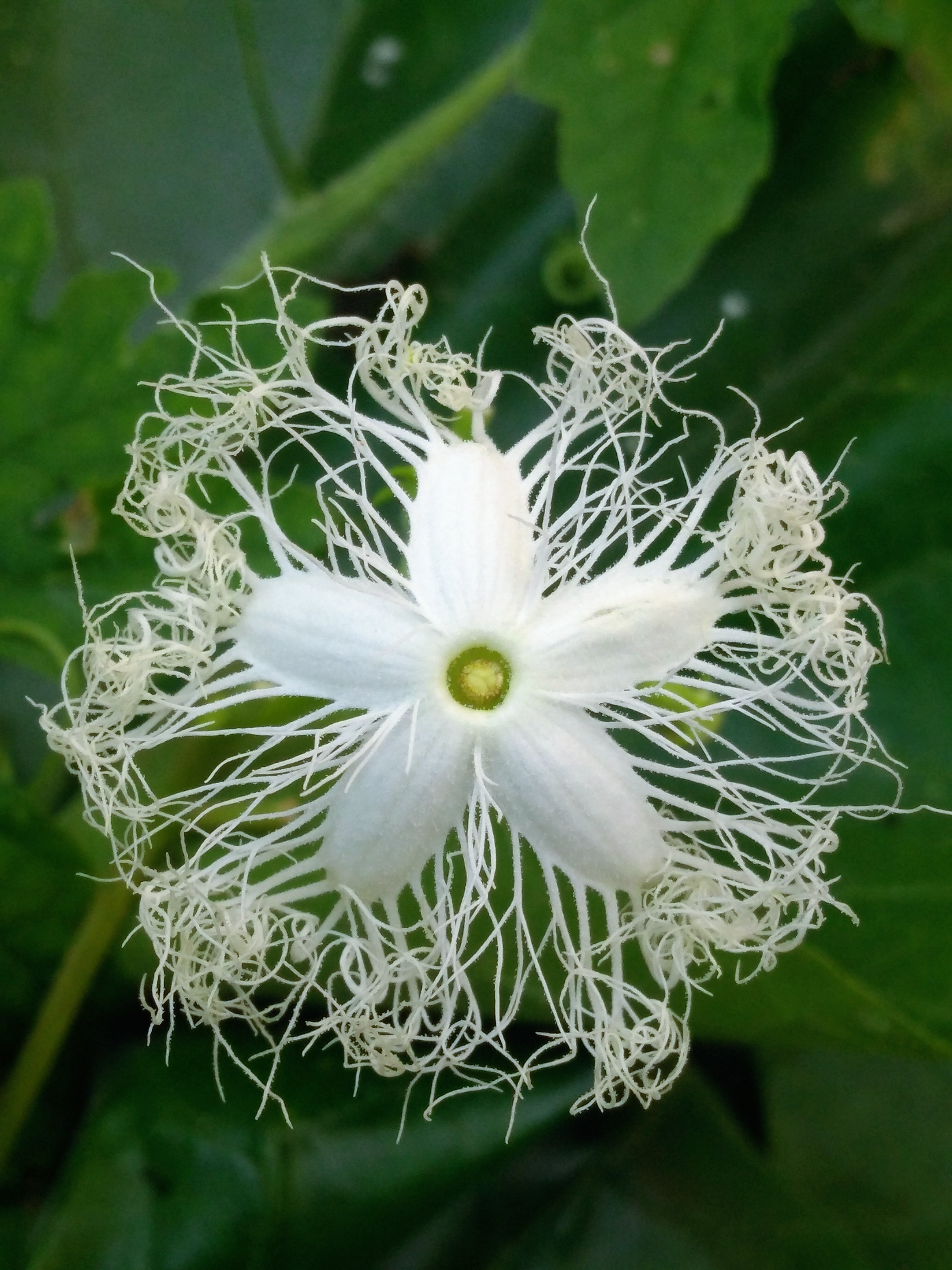
Květ

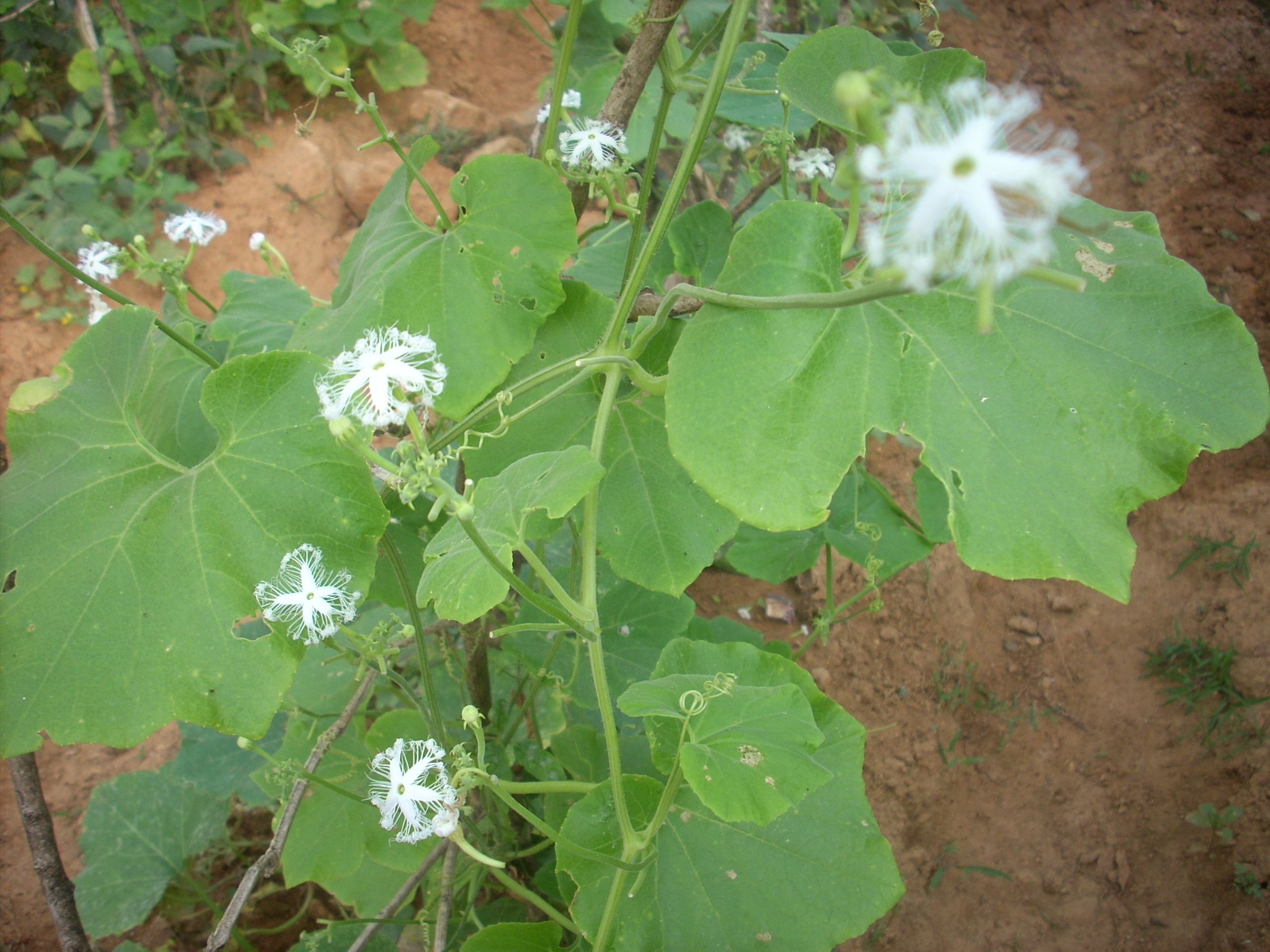
Lodyha s listy a květy

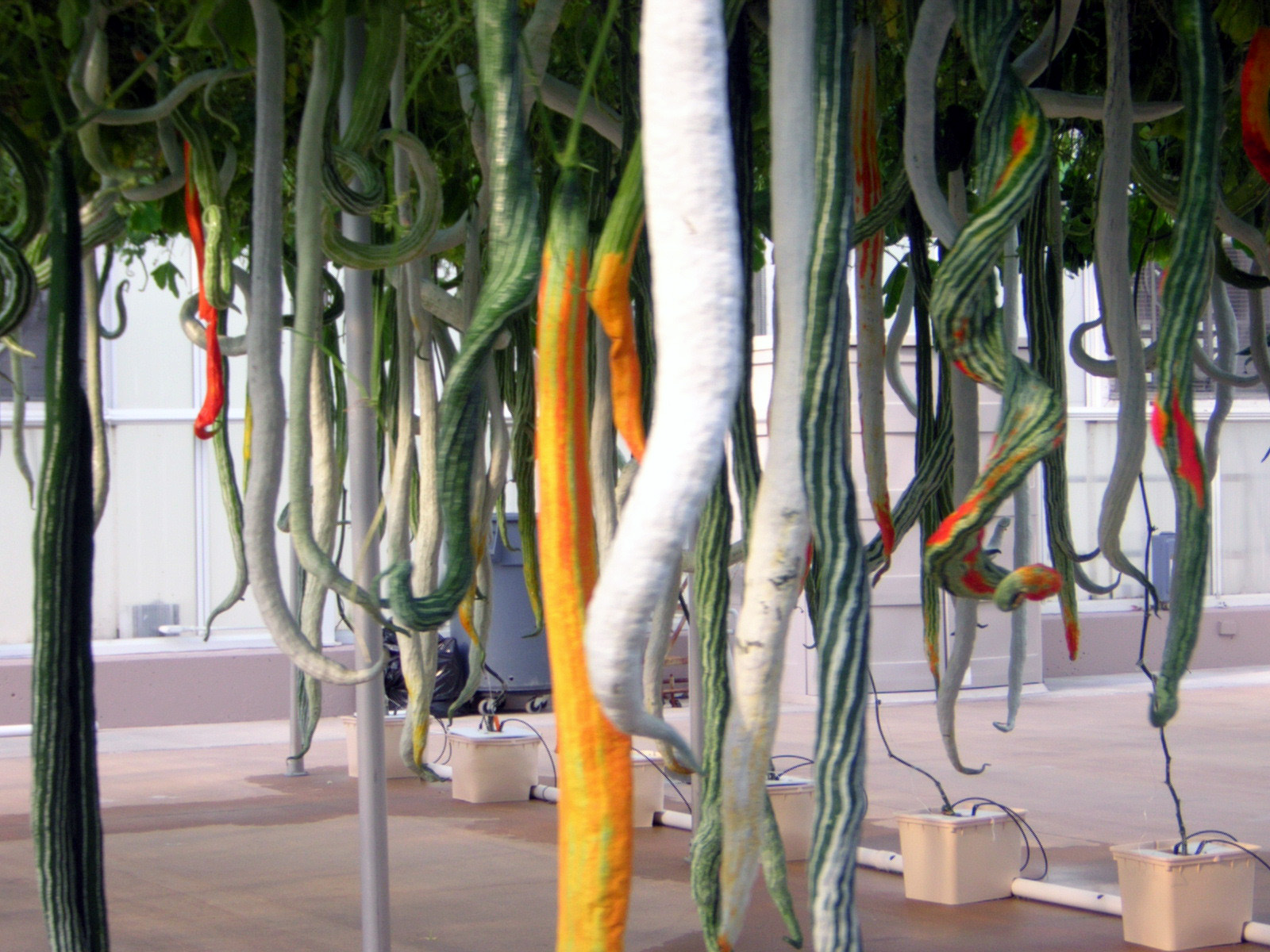
Plody v různém stupni zralostí

Vlasokvět okurkový (Trichosanthes cucumerina) je jednoletá popínavá rostlina z čeledi tykvovitých rostoucí v tropických oblastech, její plody jsou vzhledem podobné okurkám, nikoliv však chutí. Plodící rostlina je nápadná svými bílými květy s třásnitými korunními lístky a visícími dlouhými "okurkovitými" plody, které bývají různě zkroucené či ohnuté a podle stupně zralosti i rozdílně zbarvené.
Pochází z oblastí jižní a východní Asie, od indického subkontinentu přes oblast jižní Číny, Indočínu, Malajsii a Indonésii až po Filipíny. Je původním druhem i v tropické Austrálii i na některých přilehlých ostrovech. V pozdější době se začal pěstovat na západě střední Afriky a na východě na Madagaskaru i dalších ostrovech v Indickém oceánu.

## Ekologie
Vlasokvět okurkový ve volné přírodě roste v křovinách, podél lesních okrajů i v řídkém světlém lese v nadmořské výšce od hladiny moře do 1500 m n. m. Je rostlinou přizpůsobenou k existenci hlavně v nížinách s vlhkým tropickým podnebím. Optimální teplota pro růst a tvorbu plodů je 30 až 35 °C, minimální při které zastavuje růst je okolo 20 °C. Požaduje půdu výživnou a převážně mírně vlhkou, je však citlivý na zamokření a proto musí být půda propustná. Na pH půdy příliš náročný není, může se pohybovat od středně kyselé po středně zásaditou. Špatně se mu vede ve stínu, pro tvorbu plodů potřebuje plné slunce.
Rostlina začíná kvést asi za šest týdnů po vyklíčení semene. Nejprve se objevují květy samčí a teprve pak samičí. Květy se otevírají navečer a uzavírají se ráno, samčí se otvírají o několik hodin před samičími. Opylení zajišťují včely, vosy, motýli i můry, mravenci a jiný hmyz přilétající pro pyl a nektar.
Na květy nasazuje až při zkracující se délce dne. Kvete od července do září, plody dozrávají od září do října. Rostlina je velmi variabilní ve tvaru ovoce, existují některé pojmenované odrůdy. Původní nešlechtěná forma byla domestikována v Indii, odkud se již ve starověku rozšířila do dalších asijských tropických oblastí. Ploidie druhu 2n = 22.
U druhu Trichosanthes cucumerina se rozlišují dvě variety:
- Trichosanthes cucumerina var. 'cucumerina' - původní planě rostoucí rostliny s plody dlouhými do 10 cm,
- Trichosanthes cucumerina var. 'anguina' (L.) – vyšlechtěné rostliny s plody obvykle dlouhými 60, 100 a více cm.[1][2][4]

## Popis
Jednoletá rychle rostoucí rostlina s ovíjivou lodyhou několik metrů dlouhou, která vyrůstá z hrubého bělavého kořene. Lodyha je pětihranná, tlustá jen do 2 cm a celá pokrytá jemnými chlupy. Je porostlá střídavými, krátce řapíkatými listy ledvinovitého nebo široce vejčitého tvaru o rozměru 7 až 20 × 8 až 15 cm. Čepel listů je dělená do tří až sedmi laloků, které mohou být trojúhelníkovité, kosočtverečné nebo nepravidelného tvaru, po obvodě bývá čepel zubatá a oboustranně chlupatá. Podpory se lodyha také přidržuje dvou až tříčetnými úponky. Palisty nejsou vyvinuté.
Květy jsou bílé, vonné, jednopohlavné, pravidelné a pětičetné. Listeny jsou co do velikosti a tvaru velmi variabilní, někdy i chybí. Kalich je srostlý trubkovitý, koruna je široce rozevřená s oválnými lístky rozdělenými do úzkých, čárkovitých úkrojků. Bez úkrojků různé délky a tvaru jsou květy velké asi 1 cm. Samčí květy na vztyčených stopkách dlouhých až 30 cm a tlustých 1 cm vyrůstají jednotlivě, ve dvojici nebo až v pětičetný hroznovitých květenstvích. V trubce kalichu jsou tři krátké tyčinky, krajní prašníky mají po jednom prašném váčku a střední má dva. Samičí květy na krátkých stopkách rostou jednotlivě, mají spodní jednodílný vejčitý semeník s mnoha vajíčky a štíhlou čnělkou se třemi bliznami.
Plody jsou velmi protáhlé bobule s voskovitým povrchem, 50 až 180 cm dlouhé a 3 až 8 cm tlusté, na konci špičaté a v průřezu okrouhlé, bývají rovné, různě zahnuté, zkroucené až do spirály stočené. Původní nešlechtěné rostliny mají plody mnohem kratší, nejsou delší než 10 cm. Plody jsou křehké a měkký povrch mají většinou bělozeleně pruhovaný, žlutý nebo skvrnitý, ve zralosti jsou plody tmavě červené.
Se zráním plodů současně vzrůstá i jejich hořkost. Dužina plodu je zprvu bělavá, ve zralosti má barvu žlutě oranžovou a ve středu má v červeném buničitém obalu okolo 10 šedohnědých semen asi 1,5 cm dlouhých s tvrdým osemením. Semena jsou zploštělá, na povrchu drsná, okraj mají vlnitý a obsahují přes 40 % oleje, klíčí epigeicky.

## Pěstování
Semena pro sadbu se získávají ze zralých plodů a po vysušení se vysévají do živinami bohaté půdy 60 až 75 cm od sebe a v řádcích vzdálených 1 až 1,5 m. V menším množství se mohou semenáče předpěstovat v květináčích a když mají dva pravé listy přesadí se na záhon, jsou však choulostivé na poškození kořenů. Na polích se vysazují a vedou okolo tyčí nebo mříží, v zahradách podél plodů a zdí. Pro získání rovného plodu se co nejdříve po jeho vzniku připojí k vrcholu kámen či jiné závaží.
První plody se sklízejí za dva až tři měsíce po vysetí a sklizeň trvá dva měsíce. Trhají se asi za dva týdny po nasazení plodu, když je (v závislosti na kultivaru) dlouhý 30, 60 nebo až 100 cm, může vážit až 1 kg. Rostlina nešlechtěná vyprodukuje šest až deset plodů, vyšlechtěný kultivar až 50 ks. Mladé plody lze skladovat deset až čtrnáct dnů při teplotě 15 °C a vysoké vzdušné vlhkosti.

## Význam
Nezralé plody, mladé výhonky i listy se používají jako vařená zeleniny, u některých typů mají všechny části rostliny nepříjemný zápach, který vařením zmizí. Nezralé plody mají dužinu slizovité konzistence a rychle se rozvaří. Zralé plody jsou hořké a pěstují se jen pro jemnou červenou buničinu se semeny ze středu plodů. Buničina má mírně kyselou, slabě svíravou chuť a používá se v omáčkách jako náhrada za rajčatové pyré nebo pastu, kterým se podobá barvou i strukturou. Semena mají projímavý i anthelmintický účinek a běžně se nekonzumují. Nutriční hodnota plodů je velmi malá, 93 % dužiny tvoří voda.
Vlasokvět okurkový se nejvíce konzumuje v jižní a jihovýchodní Asii, kde je místy důležitou tržní zeleninou. Někteří Indové si jej oblíbili natolik, že se do mnoha větších východoafrických měst, s četnější populaci obyvatel indického původu, tyto plody dovážejí z Indie. Rostliny se také pěstují jako ozdobné, hlavně pro bílé třásnité květy vonící v podvečer a v noci i pro ozdobné různotvaré plody.